# Blackburn Beagle
Il Blackburn B.T.1 Beagle fu un aereo militare biplano monomotore realizzato dall'azienda aeronautica britannica Blackburn Aeroplane and Motor Co. Ltd nei tardi anni venti rimasto allo stadio di prototipo.
Progettato per soddisfare una specifica dell'Air Ministry britannico non riuscì a superare il confronto con i concorrenti; fu prodotto in un unico esemplare che rimase tuttavia in servizio fino ai primi anni trenta.

## Storia del progetto
Nel 1925 l'Air Ministry, il ministero che a quel tempo era responsabile dell'intera aviazione del Regno Unito, emise una specifica, indicata come 24/25, con cui si invitava a fornire un modello in grado di sostituire l'Hawker Horsley nel ruolo di bombardiere d'alta quota nei reparti della Royal Air Force (RAF). Al concorso risposero la Blackburn, la Handley Page, con il suo HP.34 Hare, e la Vickers-Armstrongs che alla fine sarebbe stata scelta come vincitrice grazie alle prestazioni del suo Vickers Vildebeest.
In parallelo l'ufficio tecnico della Blackburn, sviluppando il disegno del suo progettista George Edward Petty, aveva inteso partecipare anche a un'altra gara d'appalto basata sulla specifica 23/25, relativa a un velivolo biposto multiruolo in grado di compiere missioni di bombardamento diurno, di ricognizione aerea e di pattugliamento delle coste armato di bombe e/o siluro. Anche qui si dovette confrontare con la Handley Page ed il suo HP.34 Hare, oltre che con Gloster Goring, Hawker Harrier e Westland Witch, ma dato che le caratteristiche dei due velivoli risultavano essere molto simili, l'Air Ministry annunciò che i modelli proposti sarebbero stati valutati in un singolo concorso.
Il disegno era relativo a un velivolo realizzato in tecnica mista, monomotore, con il propulsore integrato nel lungo naso ogivale dal quale spuntavano solo i pacchi lamellari dei cilindri, dalla caratteristica velatura biplana con entrambi i piani alari a freccia e scalamento positivo, dalla fusoliera con abitacoli separati e in tandem e con un carrello d'atterraggio a gambe di forza separate per permettere l'installazione del carico bellico, o una bomba o un siluro, sotto la fusoliera.
Valutato il progetto, l'Air Ministry sottoscrisse un contratto per la fornitura di un solo prototipo da destinare a prove di valutazione. Nella costruzione del velivolo vennero introdotte alcune modifiche in corso d'opera. Nelle intenzioni di Petty la propulsione doveva essere affidata al nuovo motore Bristol Orion, una variante sovralimentata tramite turbocompressore del Bristol Jupiter, tuttavia ritardi nell'acquisizione dell'affidabilità costrinsero l'azienda a presentarlo con la versione più evoluta disponibile di quest'ultimo. Inoltre venne modificato l'impennaggio dotandolo di un timone dalla maggiore superficie, in una soluzione simile a quella adottata per il Blackburn Nautilus in fase di sviluppo nello stesso periodo.
Il prototipo, immatricolato "N236", venne portato in volo per la prima volta il 18 febbraio 1928, ai comandi del pilota collaudatore dell'azienda W.S. Bulman dalla pista del Brough Aerodrome, situato nell'omonima cittadina dell'East Riding of Yorkshire, Inghilterra.

## Impiego operativo
Le prove ufficiali si svolsero presso la RAF Martlesham Heath, nel luglio 1929, dove il Beagle si dovette confrontare con il Gloster Goring, l'Handley Page Hare, l'Hawker Harrier e il Westland Witch. I test iniziali non diedero esiti favorevoli, dato che nessuno dei modelli fu in grado di raggiungere le prestazioni richieste; tuttavia avendo ricevuto favorevoli rapporti sulla sua maneggevolezza, fu deciso che il Beagle, assieme al Vildebeest e all'Hare, fosse valutato in ulteriori prove. Nel tentativo di migliorarne le prestazioni generali venne riportato in azienda dove fu equipaggiato con un nuovo motore, quindi re-inviato a Martlesham, Suffolk, Inghilterra, nel marzo 1931. A quella data però il Vildebeest, ritenuto idoneo al servizio nel ruolo di aerosilurante,  era già stato accettato per equipaggiare i reparti della RAF. L'unico Beagle costruito venne comunque acquistato rimanendo in servizio operativo fino all'ottobre 1933.

## Utilizzatori
Regno Unito
- Royal Air Force